# Хатчинсон, Энн
Энн Хатчинсон (англ. Anne Hutchinson, урождённая Мербери [Marbury]; 1591—1643) — пуританка, религиозная деятельница, сыгравшая важную роль в конфликте, сотрясавшем колонию Массачусетского залива в 1636—1638 годах. Сильные религиозные убеждения Энн Хатчинсон не были приняты пуританским духовенством колонии, а её популярность и харизма помогли ей создать религиозное ответвление, угрожавшее пуританскому религиозному эксперименту в Новой Англии. Она была предана суду и осуждена, а потом и изгнана из колонии с многими своими последователями.
Энн Хатчинсон сыграла важную роль в становлении свободы вероисповедания в английских американских колониях и в истории женщин в правительстве. Она выступила против авторитета властей колонии, противостоя подчинённому положению женщин. Энн Хатчинсон признана одной из знаменитейших английских женщин в истории колонизации Америки.

## Биография
Энн Мербери родилась в семье Френсиса Мербери и его жены Бриджит Драйден в Олфорде, графство Линкольншир, Англия в 1591 году. Точная дата её рождения не сохранилась, известна только дата крещения — 20 июля. Френсис Мербери был англиканским священником в Лондоне и имел сильные пуританские наклонности. Он был твёрдо убеждён, что представители духовенства должны иметь хорошее образование, и конфликтовал по этому поводу со своим начальством, что даже привело его к тюремному заключению. Он был публично осуждён в 1578 году и приговорён к двум годам тюрьмы по обвинению в ереси. В 1580 году, в возрасте 25 лет, он вышел на свободу, считаясь достаточно перевоспитанным для проповедования и преподавания, в этот период он с семьёй переезжает в Олфорд, за 140 миль от Лондона.
С детства Энн была страстно увлечена религией, затем её вдохновили проповеди Джона Коттона. В 1612 году она вышла замуж за торговца Уильяма Хатчинсона и в 1634 году прибыла с ним в колонию Массачусетского залива. Там она проводила в своем доме в Бостоне религиозные занятия с женщинами. Она верила, что Господь обитает в каждом человеке и только лишь благодаря вере можно получить спасение. Это противоречило учению пуритан, господствовавшему в колонии Массачусетского залива, которые обвиняли Энн в антиномизме.
В ноябре 1637 года начался суд над Энн Хатчинсон в церкви Бостона по обвинению в мятеже и неуважении власти. Губернатор колонии Уинтроп спросил её: «Откуда ты знаешь, что с тобой говорил Господь, а не сатана?». Она ответила на это так: «Откуда Авраам знал, что это Господь сказал ему принести в жертву его сына? Я также знаю голос Божьего Духа в моей душе». Энн была приговорена к четырёхмесячному заключению. Но так как в то время в Массачусетской колонии не было тюрьмы, она была помещена в соседнем Роксбери в доме, принадлежавшем родственнику одного из служителей, обвинявших её.
В марте 1638 года её снова судили по обвинению в том, что она не придерживалась ортодоксальных взглядов. Её бывший друг и наставник Джон Коттон поручил чтение об её отлучении её от церкви пастору Джону Вилсону. В ответ Энн заявила: «Господь судит не так, как человек. Лучше быть изгнанной из церкви, чем отречься от Христа».
Энн приговорили к изгнанию из колонии Массачусетского залива. Она с мужем и детьми, а также рядом сторонников отправилась в Род-Айленд, где поселилась на острове Акиднек. В 1642 году, после смерти мужа, она перебралась в Новые Нидерланды. Там в августе 1643 года она погибла при нападении индейцев во время так называемой войны Кифта, из её детей выжила лишь одна дочь, попавшая в плен к индейцам.

## Память и наследие
У Капитолия штата Массачусетс находится установленный в 1922 году памятник работы Сайруса Даллина, изображающий Энн Хатчинсон с дочерью Сузанной. На мраморном постаменте

В память Энн Мербери Хатчинсон, крещёной в Олфорде, Линкольншир, Англия 20 июля 1595 года, убитой индейцами в восточном Честере, Нью-Йорк в 1643 году, которая была отважным борцом за гражданскую свободу и религиозную толерантность.
Оригинальный текст (англ.)
IN MEMORY OF
ANNE MARBURY HUTCHINSON
BAPTIZED AT ALFORD
LINCOLNSHIRE ENGLAND
20 JULY 1595 [sic]
KILLED BY THE INDIANS
AT EAST CHESTER NEW YORK 1643
COURAGEOUS EXPONENT
OF CIVIL LIBERTY
AND RELIGIOUS TOLERATION

Ещё один мемориал, посвящённый Энн Хатчинсон, установлен в южной части Бостона, неподалёку от места, где когда-то Хатчинсоны владели фермой.
В районе Бронкс Нью-Йорка протекает Хатчинсон-ривер, одна из очень немногих рек, названных в честь женщины, а по берегу реки протянулась аллея Хатчинсон-ривер. В честь Энн Хатчинсон названы несколько школ, её имя, вместе с именем Мэри Дайер, носит ботанический сад в Портсмуте.

### Помилование
В 1987 году губернатор штата Массачусетс Майкл Дукакис помиловал Энн Хатчинсон, отменив приказ об изгнании, отданный губернатором Уинтропом 350 лет назад.